# 海爾倫

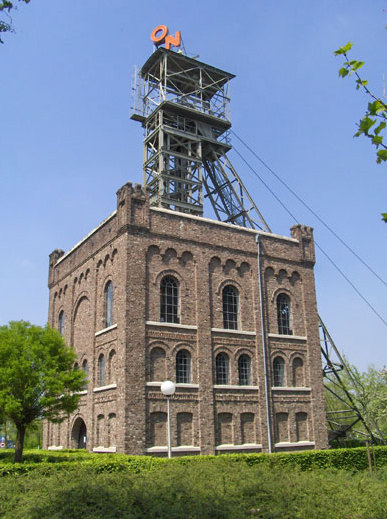

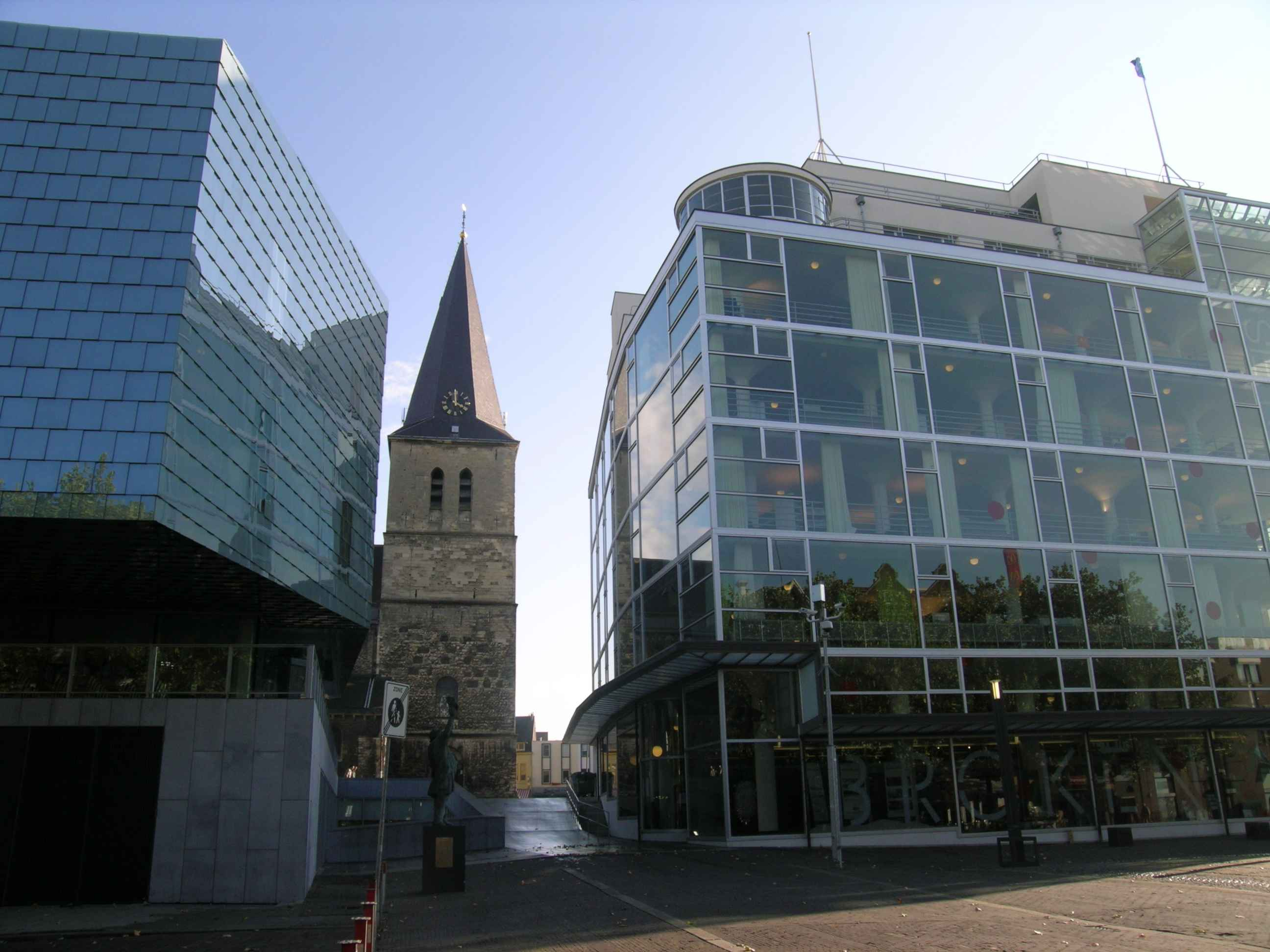

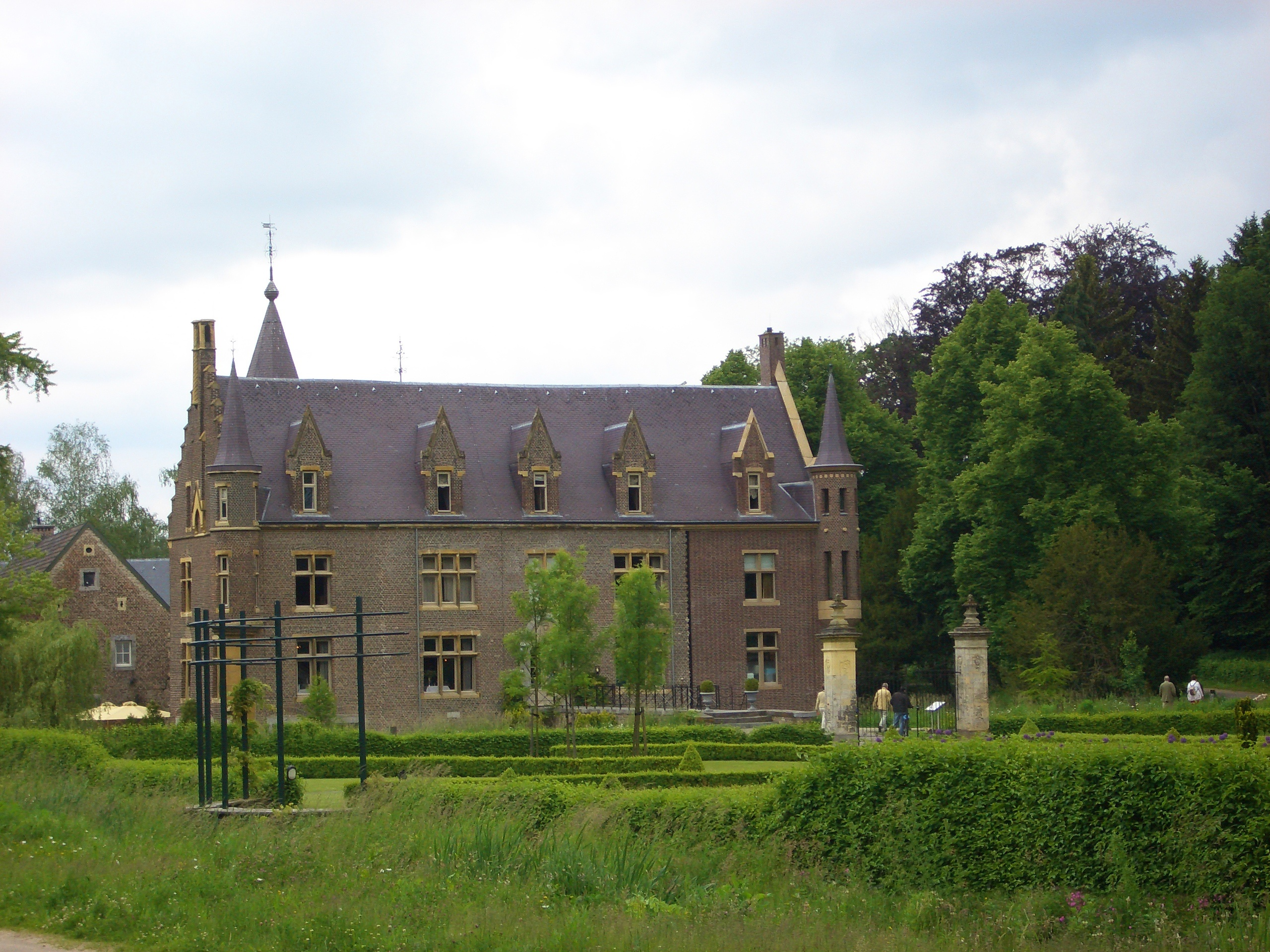

海爾倫（荷蘭語：Heerlen）是荷蘭的城市和市镇，位於該國東南部，由林堡省負責管轄，面積45.5平方公里，該地區自6,000年前有人類居住，2007年人口90,125，人口密度為每平方公里1,965人。

## 外部連結
- 官方网站
- Thermae Museum （页面存档备份，存于）
- Coriovallum （页面存档备份，存于）

50°53′13″N 5°58′39″E / 50.886830°N 5.977432°E